# Тадіївська сільська рада
| Тадіївська сільська рада — колишній орган місцевого самоврядування у Володарському районі Київської області з адміністративним центром у с. Тадіївка. Історична дата утворення: в 1923 році. Сільській раді підпорядковані населені пункти: - с. Тадіївка - с. Гайок - с. Тарасівка |

## Склад ради
Рада складається з 14 депутатів та голови.

### Керівний склад ради
| ПІБ                       | Основні відомості                                                               | Дата обрання | Дата звільнення |
| ------------------------- | ------------------------------------------------------------------------------- | ------------ | --------------- |
| Тищенко Анатолій Іванович | Сільський голова, 1960 року народження, освіта, безпартійний                    | 26.03.2006   | 31.10.2010      |
| Тищенко Анатолій Іванович | Сільський голова, 1960 року народження, освіта середня спеціальна, безпартійний | 31.10.2010   |                 |

Примітка: таблиця складена за даними джерела